# Balduin III. Jeruzalemski
Balduin II. Jeruzalemski (?, 1130. - Beirut, Jeruzalemsko Kraljevstvo, 10. veljače 1162.), jeruzalemski kralj (1143.-1163.) iz francuske plemićke i jeruzalemske kraljevske obitelji Anjou-Châteaudun. Za njegove maloljetnosti, kraljevstvom je upravljala njegova majka, kraljica Melisanda. Njegovu vladavinu obilježio je početak propadanja križarskih država na Bliskom istoku. Prvo je bila izgubljena Grofovija Edesa 1144., zatim je neslavno propao Drugi križarski rat (1145.-1149.), da bi 1154. godine sultan Nur-ad Din osvojio Damask i sjevernu Siriju.
Bio je prvi od latinskih jeruzalemskih kraljeva rođenih na području Palestine.

## Životopis
Rodio se kao stariji od dvojice sinova u braku nekadašnjeg anžuvinskog grofa Fulka V. Anžuvinskog i kasnijeg jeruzalemskog kralja i jeruzalemske kraljice Melisande, najstarije kćeri jeruzalemskog kralja Balduina II..
Prijestolje je naslijedio nakon očeve smrti 1143. godine, sa samo trinaest godine te je umjesto njega vladala njegova majka Melisanda. Već druge godine njegova kraljevanja, Jeruzalemsko Kraljevstvo je doživjelo težak udarac. Sjeverna križarska država Grofovija Edesa, prva od križarskih država uspostavljenih za vrijeme Prvog  križarskog rata (1096.-1099.) bila je osvojena i uništena od strane muslimanske dinastije Zengidi. Taj događaj pokrenuo je Drugi križarski rat koji je otpočeo već slijedeće godine polaskom europskih križara pod vodstvom francuskog kralja Luja VII. i rimsko-njemačkog kralja Konrada III. Kralj Balduin III. dočekao je dolazak križarske vojske u Jeruzalem 1148. godine, prilikom čega je ugostio dvojicu europkih vladara, kraljeve Luja VII. i Konrada III. Trojica kraljeva su isplanirala napad na grad Damask, što je bio nerazuman vojni i politički potez, budući da su vladari Damaska bili saveznici križara u sukobu protiv dinastije Zengida. Opsada Damaska (1148.) završila je potpunim neuspjehom, jer su lokalni križarski feudalci u jednom trenutku odustali od opsade koja nije davala nikakve rezultate te je plan propao.
Godine 1152. Balduin III. je odlučio samostalno preuzeti vlast i maknuti svoju majku sa suvladarske funkcije. Došlo je do sukoba između majke i sina te je na kraju Balduin III. predao majci Melisandi vlast nad Jeruzalemom i Nablusom, a sam je zadržao vlast nad Akrom i Tirom. Budući da nije bio zadovoljan takvim dogovorom, Balduin je nagovorio plemiće kraljevstva da ga podrže te je ponovno preuzeo vlast nad Jeruzalemom, ali nije se tamo predugo zadržao, jer je morao opet preuzeti regentstvo nad Kneževinom Antiohijom i Grofovijom Tripoli.
Po povratku u Jeruzalem, u proljeće 1153. godine, pobijedio je vojsku Seldžuka i osvojio grad Aškelon te na taj način osigurao granicu Jeruzalemskog Kraljevstva prema Egiptu. Sljedeće je godine Nur-ad Din osvojio grad Damask i time zaprijetio opstanku križarskih država. Godine 1156. Balduin III. je bio prisiljen potpisati mirovni sporazum s Nur-ad Dinom, ali već je sljedeće zime osvojio grad Harim i 1158. godine u bitci pobijedio samog Nur-ad Dina.
Godine 1158. oženio je bizantsku princezu Teodoru Komnenu, rođakinju bizantskog cara Manuela I. Komnena, s kojim je bio u prijateljskim odnosima.
Umro je 1162. godine, a budući da u braku s Teodorom nije imao djece, naslijedio ga je mlađi brat Almarik.